# Auflast
Der Begriff Auflast findet sowohl in den Geowissenschaften als auch im Bauwesen Verwendung. Er bezeichnet eine in der Regel vertikale Last, die durch die Gewichtskraft anderer aufliegender Bauteile bzw. Materie entsteht.

## In den Geowissenschaften
Als Auflast versteht man in den Geowissenschaften den erhöhten Druck, den eine Fluid- oder Gesteinsschicht auf das darunter liegende Material ausübt.
Eine unveränderliche Auflast bewirkt eine Volumenverkleinerung der belasteten Schichten, deren Ausmaß vom Druck und dem Kompressionsmodul abhängt. In längeren Zeiträumen kann es auch zu geologischen Strukturänderungen kommen (z. B. zur Kompaktierung von Sedimenten oder Schieferung), zu Setzungen oder horizontalen Überschiebungen.
Eine veränderliche Auflast – etwa die Erdatmosphäre, das Grundwasser oder die Gezeiten der Ozeane -- verursacht je nach Material eine elastische oder plastische Verformung, die heute mit modernen Messmethoden auch am gesamten Erdkörper nachweisbar sind.

## Im Bauwesen
Die Baustatik subsumiert unter Auflasten alle durch ihr Gewicht vertikal auf das Bauwerk einwirkenden Elemente, die bei der Lastannahme berücksichtigt werden müssen. Die „Lastabtragung“ erfolgt durch entsprechende Auslegung des Tragwerks. Bei Fundamenten oder Stützmauern ist auch der seitliche Erddruck zu berücksichtigen, im Tunnelbau der Gebirgsdruck.
Veränderliche Auflasten sind Nutz- und Schneelast. Demgegenüber wirken Wind-, Wasser- und Eisdruck eher horizontal auf das Bauwerk, und eventueller Auftrieb wirkt in umgekehrter Richtung zur Auflast.